# Бресје (Јагодина)
Бресје је насељено место града Јагодине у Поморавском округу. Према попису из 2022. има 515 становника (према попису из 2011. било је 650 становника).
Овде се налази Запис Јовановића крушка (Бресје).

## Историја
До Другог српског устанка Бресје се налазило у саставу Османског царства. Након Другог српског устанка Бресје улази у састав Кнежевине Србије и административно је припадало Јагодинској нахији и Темнићској кнежини до 1834. године када је Србија подељена на сердарства.

## Демографија
У насељу Бресје живи 541 пунолетни становник, а просечна старост становништва износи 43,3 година (41,3 код мушкараца и 45,5 код жена). У насељу има 230 домаћинстава, а просечан број чланова по домаћинству је 2,85.
Ово насеље је великим делом насељено Србима (према попису из 2002. године), а у последња три пописа, примећен је пад у броју становника.
|  |

| Демографија | Демографија | Демографија |
| Година      | Становника  | Становника  |
| ----------- | ----------- | ----------- |
| 1948.       | 486         |             |
| 1953.       | 427         |             |
| 1961.       | 571         |             |
| 1971.       | 715         |             |
| 1981.       | 735         |             |
| 1991.       | 695         | 671         |
| 2002.       | 656         | 705         |
| 2011.       | 650         |             |
| 2022.       | 515         |             |

| Бресје у пописима Јагодинске нахије — од 1818. до 1829.                           |       |       |       |       |       |       |          |       |       |       |       |       |
| Година пописа                                                                     | 1818. | 1819. | 1820. | 1821. | 1822. | 1823. | 1824/25. | 1825. | 1826. | 1827. | 1828. | 1829. |
| Куће                                                                              | 18    | 23    | 25    | 25    | 25    | 26    | 26       | 25    | 24    | 27    | 28    | 27    |
| Пореске главе*                                                                    | -     | 31    | 32    | 30    | 30    | 31    | 31       | 28    | 29    | 32    | 29    | 27    |
| Арачке главе**                                                                    | 47    | 60    | 60    | 61    | 60    | 62    | 68       | 71    | 67    | 74    | 73    | 70    |
| *Пореске главе = Ожењени мушкарци \| ** Арачке главе = Мушкарци од 7 до 70 година |       |       |       |       |       |       |          |       |       |       |       |       |

| Етнички састав према попису из 2002.‍ | Етнички састав према попису из 2002.‍ | Етнички састав према попису из 2002.‍ | Етнички састав према попису из 2002.‍ | Етнички састав према попису из 2002.‍ |
| ------------------------------------ | ------------------------------------ | ------------------------------------ | ------------------------------------ | ------------------------------------ |
|                                      |                                      |                                      |                                      |                                      |
| Срби                                 | Срби                                 |                                      | 646                                  | 98,47%                               |
| Црногорци                            | Црногорци                            |                                      | 6                                    | 0,91%                                |
| непознато                            | непознато                            |                                      | 3                                    | 0,45%                                |

| Година пописа     | 1948. | 1953. | 1961. | 1971. | 1981. | 1991. | 2002. |
| ----------------- | ----- | ----- | ----- | ----- | ----- | ----- | ----- |
| Број домаћинстава | 75    | 85    | 139   | 181   | 201   | 211   | 230   |

| Број чланова      | 1  | 2  | 3  | 4  | 5  | 6  | 7 | 8 | 9 | 10 и више | Просек |
| ----------------- | -- | -- | -- | -- | -- | -- | - | - | - | --------- | ------ |
| Број домаћинстава | 40 | 77 | 36 | 47 | 15 | 14 | 1 | 0 | 0 | 0         | 2,85   |

| Пол    | Укупно | Неожењен/Неудата | Ожењен/Удата | Удовац/Удовица | Разведен/Разведена | Непознато |
| ------ | ------ | ---------------- | ------------ | -------------- | ------------------ | --------- |
| Мушки  | 293    | 71               | 191          | 16             | 11                 | 4         |
| Женски | 272    | 31               | 190          | 40             | 10                 | 1         |
| УКУПНО | 565    | 102              | 381          | 56             | 21                 | 5         |

| Пол    | Укупно                    | Пољопривреда, лов и шумарство | Рибарство                            | Вађење руде и камена | Прерађивачка индустрија       |
| ------ | ------------------------- | ----------------------------- | ------------------------------------ | -------------------- | ----------------------------- |
| Мушки  | 159                       | 21                            | 0                                    | 0                    | 96                            |
| Женски | 86                        | 21                            | 0                                    | 0                    | 32                            |
| УКУПНО | 245                       | 42                            | 0                                    | 0                    | 128                           |
| Пол    | Производња и снабдевање   | Грађевинарство                | Трговина                             | Хотели и ресторани   | Саобраћај, складиштење и везе |
| Мушки  | 6                         | 6                             | 20                                   | 1                    | 1                             |
| Женски | 0                         | 1                             | 16                                   | 0                    | 1                             |
| УКУПНО | 6                         | 7                             | 36                                   | 1                    | 2                             |
| Пол    | Финансијско посредовање   | Некретнине                    | Државна управа и одбрана             | Образовање           | Здравствени и социјални рад   |
| Мушки  | 2                         | 2                             | 3                                    | 0                    | 1                             |
| Женски | 0                         | 2                             | 1                                    | 4                    | 8                             |
| УКУПНО | 2                         | 4                             | 4                                    | 4                    | 9                             |
| Пол    | Остале услужне активности | Приватна домаћинства          | Екстериторијалне организације и тела | Непознато            | Непознато                     |
| Мушки  | 0                         | 0                             | 0                                    | 0                    | 0                             |
| Женски | 0                         | 0                             | 0                                    | 0                    | 0                             |
| УКУПНО | 0                         | 0                             | 0                                    | 0                    | 0                             |